# Ruda nad Moravou
Ruda nad Moravou (in tedesco Eisenberg) è un comune della Repubblica Ceca facente parte del distretto di Šumperk, nella regione di Olomouc.